# Espacio de tabla (base de datos)
Un espacio de tabla (tablespace en inglés) es una ubicación de almacenamiento donde pueden ser guardados los datos correspondientes a los objetos de una base de datos. Este provee una capa de abstracción entre los datos físicos y lógicos y sirve para asignar espacio para todos los segmentos administrados del sistema de gestión de base de datos (en inglés DBMS).
Un segmento es un objeto de la base de datos el cual ocupa espacio físico, como por ejemplo los datos de una tabla y los índices. Una vez creado, un tablespace puede ser referido por su nombre cuando se crean segmentos de la base de datos.
Los espacios de tabla solo especifican las ubicaciones de almacenamiento de la base de datos, no su estructura lógica, ni su esquema. Por ejemplo, distintos objetos en el mismo esquema pueden existir sobre distintos espacios de tabla. De forma similar, un espacio de tabla puede servir segmentos a más de un esquema. A veces se utiliza para especificar un esquema que enlace los datos lógicos y físicos.
Al usar los espacios de tablas, un administrador puede controlar la estructura de almacenamiento de los datos. Un uso común de los espacios de tablas es optimizar el rendimiento del sistema. Por ejemplo, un índice muy utilizado se puede colocar en una unidad de estado sólido(SSD), que es más rápida. Por otro lado, una tabla de la base de datos que contiene datos archivados a los que rara vez se accede, podría almacenarse en un disco duro mecánico menos costoso, pero más lento.
Si bien es común que los espacios de tabla almacenen sus datos en un archivo del sistema operativo, un archivo solo puede pertenecer a un espacio de tabla. Algunos sistemas de administración de bases de datos permiten que los espacios de tabla se configuren directamente en dispositivos sin procesar, proporcionando un mejor rendimiento al evitar el procesamiento de los archivos por parte del sistema operativo.
Oracle almacena los datos de forma lógica en espacios de tablas y físicamente en archivos de datos asociados con el espacio de tabla correspondiente.